# Vagnhärads landskommun
Vagnhärads landskommun var en kommun i Södermanlands län.

## Administrativ historik
Den 1 januari 1863, när kommunalförordningarna började tillämpas, skapades över hela riket cirka 2 500 kommuner, varav 89 städer, 8 köpingar och resten landskommuner. Då inrättades i Vagnhärads socken i Hölebo härad i Södermanland denna första av dessa kommuner.
År 1926 lades den första Vagnhärads landskommun samman med Trosa landskommun, varvid kommunen Trosa-Vagnhärad bildades. Detta var en av ett mindre antal sammanläggningar som ägde rum före de två landsomfattande kommunreformerna 1952 och 1971.
Vid kommunreformen 1952 lades Trosa-Vagnhärad samman med den tidigare landskommunen Västerljung. Den nya landskommunen återupptog namnet Vagnhärad.
Denna nyare landskommun ombildades 1971 till Vagnhärads kommun som ägde bestånd fram till och med utgången av 1973, då den upplöstes och dess område tillfördes Nyköpings kommun.
Nyköpings kommun delades år 1992 och området kom då att föras till nuvarande Trosa kommun.

### Kyrklig tillhörighet
I kyrkligt hänseende tillhörde den nyare Vagnhärads landskommun församlingarna Trosa-Vagnhärad och Västerljung.

## Kommunvapnet
Blasonering: I rött fält en halsring av guld och däröver en ginstam av guld, vari en uppskjutande, genomgående, svart bandflätning med mönster från ett gravklot, funnet i Vagnhärad.
Vapnet fastställdes för landskommunen den 16 december 1955 av Kungl. Maj:t och upphörde att gälla när Vagnhärads kommun blev del av Nyköpings kommun 1974.

## Geografi
Vagnhärads landskommun omfattade den 1 januari 1952 en areal av 207,02 km², varav 198,30 km² land. Efter nymätningar och arealberäkningar färdiga den 1 januari 1961 omfattade landskommunen samma datum en areal av 210,83 km², varav 202,76 km² land.

### Tätorter i kommunen 1960
I Vagnhärads landskommun fanns tätorten Vagnhärad, som hade 857 invånare den 1 november 1960. Tätortsgraden i kommunen var då 29,7 procent.

## Politik

### Mandatfördelning i valen 1950-1970
|  | 17 | 10 | 6 |  |

| 30 | 5 |

| 19 | 7 | 7 | 2 |

| 29 | 6 |

| 17 | 9 | 4 | 5 |

| 28 | 7 |

| 18 | 9 | 4 | 4 |

| 28 | 7 |

| 16 | 10 | 4 | 5 |

| 26 | 9 |

| 17 | 10 | 3 |  | 4 |

| 24 | 11 |